# Маличка
Маличка је насељено место у општини Топуско, на Кордуну, Република Хрватска.

## Историја
Село је 1941. године било у потпуности спаљено од стране усташа.
Маличка се од распада Југославије до августа 1995. године налазила у Републици Српској Крајини. До територијалне реорганизације у Хрватској насеље се налазило у саставу бивше велике општине Вргинмост.

## Становништво
Насеље је према попису становништва из 2011. године имало 43 становника.
| Националност       | 1991.        |
| Срби               | 126 (97,67%) |
| Хрвати             | 1 (0,77%)    |
| Југословени        | 2 (1,55%)    |
| остали и непознато | 0            |
| Укупно             | 129          |